# Siren reticulata
Espèce
Siren reticulata est une espèce nord-américaine de salamandres géantes aquatiques de la famille des Sirenidae.

## Répartition
Pour l'équipe qui a décrit cette espèce, celle-ci est probablement endémique de l'Alabama et de la Floride et potentiellement du Sud-Ouest de la Géorgie.

## Description
L'holotype de Siren reticulata, une femelle, mesure 397 cm de la pointe du museau jusqu'au cloaque et 611 mm de longueur totale. La largeur de sa tête est de 24,2 mm. Son poids est de 221 g.

## Classification
L'espèce Siren reticulata a été décrite en 2018 par les herpétologistes américains Sean P. Graham (d), Richard J. Kline (d),
David A. Steen (d) et Crystal Kelehear (d),.

### Étymologie
Son épithète spécifique, du latin reticulata, « réticulé », fait référence au motif ornant son corps. Son nom vernaculaire local est Leopard Eel (« anguille léopard ») qui fait également référence à ce motif mais également à la forme très allongée de cette espèce.

### Publication originale
- (en) Sean P. Graham, Richard Kline, David A. Steen et Crystal Kelehear, « Description of an extant salamander from the Gulf Coastal Plain of North America: The Reticulated Siren, Siren reticulata », PLOS One, PLoS, vol. 13, no 12,‎ 5 décembre 2018, e0207460 (ISSN 1932-6203, OCLC 228234657, PMID 30517124, PMCID 6281224, DOI 10.1371/JOURNAL.PONE.0207460, lire en ligne).